# Kvadratický průměr
Kvadratický průměr (také střední kvadratická hodnota nebo střední kvadratický průměr) je statistická veličina představující druhou odmocninu aritmetického průměru druhých mocnin daných hodnot.

## Výpočet
Matematický zápis výpočtu je následující ({\displaystyle n} představuje počet hodnot, {\displaystyle x_{i}} jsou jednotlivé hodnoty):
{\displaystyle K={\sqrt {\bar {x^{2}}}}={\sqrt {{1 \over n}\sum _{i=1}^{n}x_{i}^{2}}}={\sqrt {{x_{1}^{2}+x_{2}^{2}+\cdots +x_{n}^{2}} \over n}}}
V případě spojité funkce {\displaystyle f(t)} lze vypočítat kvadratický průměr neboli střední kvadratickou hodnotu v určitém intervalu {\displaystyle \langle t_{1},t_{2}\rangle } pomocí integrálu:
{\displaystyle K=f_{ef}={\sqrt {\bar {f^{2}}}}={\sqrt {{\frac {1}{t_{2}-t_{1}}}\int _{t_{1}}^{t_{2}}{f^{2}(t)\,\mathrm {d} t}}}}

## Vlastnosti
Kvadratický průměr je vždy nezáporný a větší nebo roven aritmetickému průměru. Rovnost nastává, právě když jsou všechny průměrované hodnoty stejné a nezáporné. To je důsledkem Cauchyovy-Schwarzovy-Buňakovského nerovnosti pro skalární součin.
Umocnění hodnot na druhou má za následek větší váhu hodnot vzdálenějších od nuly. Vzdáleně to připomíná výpočet váženého průměru.

## Použití
Diskrétní verze kvadratického průměru se používá například při výpočtu střední kvadratické odchylky, ta je kvadratickým průměrem odchylek.
Spojitý kvadratický průměr – střední kvadratická hodnota se používá rovněž ve statistice nebo fyzice, např. při výpočtu střední kvadratické rychlosti molekul plynu nebo při výpočtu efektivní hodnoty střídavého napětí nebo střídavého proudu.